# رود گوس
رود گوس (انگلیسی: Gus) یک رودخانه در استان ریازان کشور روسیه است.